# Black Coffee (película)
Black Coffee es una película de comedia dramática india en idioma malabar de 2021 dirigida por Baburaj y producida por Sajesh Manjeri. La película es un derivado de la película Salt N 'Pepper de 2011.

## Sinopsis
Después de los eventos de Salt N 'Pepper, el cocinero Babu se queda con Kalidas y Maya. Debido a un malentendido con Maya, Babu deja su lugar y se dirige a Kochi. Allí, conoce a una mujer que le pide que le compre una copa. Ella lo lleva al piso donde se queda con otras 3 mujeres y Babu se queda con ellas como cocinera. Las mujeres enfrentan algunos problemas y Babu interfiere en estos problemas y las ayuda. El resto de la película trata sobre las consecuencias y cómo las manejan los demás.

## Reparto
- Baburaj como Babu
- Lal como Kalidasan
- Oviya como Malu
- Shweta Menon como Maya
- Wayne soleado como Danny (cameo)
- Rachana Narayanankutty como Gayathry
- Lena como Ann
- Orma Bose como Kshema
- Shiyas Kareem como Roshan
- Sruthi Vipin como Manju
- Pradeep Kottayam
- Idavela Babu
- Subeesh Sudhi
- Asif Ali (cameo)
- Sudheer Karamana comoo James
- Salu Kuttanadu como Guardia de seguridad flaco
- Saju Kodiyan como Vigilante flaco
- Ambika Mohan
- Thesni Khan como Raasathi Tamannah
- Sunil Sainudeen como Abdul
- Urmila Unni como Susy
- Spadikam George
- Ponnamma Babu
- Molly Kannamaly
- Naseer Sankranthi
- Kelu Mooppan
- Ratheesh Nambiar como Repartidor de comida

## Recepción
Times of India otorgó una calificación de 3 sobre 5 para Black Coffee. La película recibió en su mayoría críticas negativas de los críticos y el público que afirmaba que a pesar de algunas escenas de comedia, la película era casi aburrida y carecía de algo que te hiciera sentarte y mirar hasta el final.